# Pollenia venturii
Pollenia venturii är en tvåvingeart som beskrevs av Heinz 1956. Pollenia venturii ingår i släktet vindsflugor, och familjen spyflugor. Inga underarter finns listade i Catalogue of Life.